# Hyloscirtus bogotensis
Espèce
Synonymes
- Hylonomus bogotensis Peters, 1882
- Hyla bogotensis (Peters, 1882)
- Hyloscirtus vermiculatus Lutz & Ruiz-Carranza, 1977

Statut de conservation UICN

 NT  : Quasi menacé
Hyloscirtus bogotensis est une espèce d'amphibiens de la famille des Hylidae.

## Répartition
Cette espèce est endémique de Colombie. Elle se rencontre entre 1 750 et 3 900 m d'altitude dans la partie centrale de la Cordillère Orientale dans les départements de Cundinamarca, de Boyacá et de Santander.

## Description
L'holotype de Hyloscirtus bogotensis mesure 30 mm. Son dos est gris jaunâtre avec de minuscules taches noires.

## Étymologie
Son nom d'espèce, composé de bogot[a] et du suffixe latin -ensis, « qui vit dans, qui habite », lui a été donné en référence au lieu de sa découverte, Bogota.

## Publication originale
- Peters, 1882 : Eine neue Gattung von Batrachiern, Hylonomus, aus Bogotá vor. Sitzungsberichte der Gesellschaft Naturforschender Freunde zu Berlin, p. 107-109 (texte intégral).